# Limited Şirket
Die Limited Şirket (auch: Limited Ortaklık, abgekürzt: Ltd.Şt.) ist die Rechtsform einer türkischen GmbH. Sie ist in den Art. 573 ff. des türkischen HGB geregelt.
Die Limited Şirket unterscheidet sich von der AG durch etwas schwierigere Anteilsübertragung, geringere Kapitalerfordernisse und keine Möglichkeit, am Kapitalmarkt zu agieren.
Die Rechtspersönlichkeit der Limited Şirket entsteht mit der Eintragung ins Handelsregister (Ticaret Sicili).
Die Limited Şirket ist als Rechtsform für Banken, Versicherungen, Leasingunternehmen und Kapitalanlageunternehmen unzulässig.
Die Limited Şirket darf höchstens 50 Gesellschafter haben. Da die GmbH & Co. KG in der Türkei nicht möglich ist, bleibt der GmbH damit der indirekte Weg zum Kapitalmarkt – über die Kommanditgesellschaft auf Aktien (Sermayesi Paylara Bölünmüş Komandit Şirket) – verwehrt.
Soweit im HGB nichts anderes bestimmt, gelten für die GmbH die Vorschriften über die AG.

## Das türkische Handels- und Gesellschaftsrecht
Das türkische Gesellschaftsrecht ist, abgesehen von der Einfachen Gesellschaft, den Vereinen und den Genossenschaften, in Art. 124 ff. des türkischen Handelsgesetzbuchs (Türk Ticaret Kanunu /TTK) geregelt.
Das heutige Handelsgesetzbuch trat am 1. Juli 2012 in Kraft und ersetzt das 1957 in Kraft getretene, von Ernst Eduard Hirsch entworfene alte Handelsgesetzbuch. Das Gesellschaftsrecht beruht auf dem Vorbild des fünften Buches des Schweizer Obligationenrechts.

## Gründung
Zur Gründung einer Limited Şirket ist seit dem 1. Juli 2012 nur eine juristische oder natürliche Person erforderlich. Der als Satzung (tüzük, ana sözleşme) bezeichnete Gesellschaftsvertrag muss einen bestimmten Mindestinhalt wie persönliche Angaben der Gesellschafter, Gegenstand des Unternehmens, Handelsfirma und Sitz der Gesellschaft sowie Art und Höhe der Kapitaleinlagen aufweisen.
Das Grundkapital bei Unternehmensgründung (in Form von Geld oder Sachleistungen) muss mindestens 10.000 TL betragen. Sacheinlagen sind zulässig.
Der Notar spielt bei der Gründung keine wesentliche Rolle mehr, die Gründung erfolgt direkt über das Handelsregister bzw. das elektronische Handelsregistersystem Mersis.
Bei der Bargründung mussten ursprünglich 25 % des Kapitals vor der Gründung eingezahlt werden, der Rest innerhalb von 24 Monaten. Im Jahre 2018 wurde die sofortige Einzahlungspflicht zur Erleichterung der Gründung von Start-ups abgeschafft, allerdings bleibt die vollständige Einzahlungspflicht innerhalb von 24 Monaten. Eine Kapitalerhöhung setzt vollständige Einzahlung des Gründungskapitals voraus.
Rücklagenerfordernisse sind gesetzlich geregelt (20 %). Ein Anteil hat einen Wert von mindestens 25 TL. Bei der Teilung von Anteilen darf dieser Wert nicht unterschritten werden. Anteilsscheine (tahvil) dürfen, anders als bei der AG, nicht ausgegeben werden.
In der Satzung sind Gesellschaftszweck, Sitz, Kapital, Anteilsinhaber und Anteilsverhältnis, Regeln über die Einzahlung des Kapitals, Geschäftsführung und Vertretungsverhältnisse und Gewinnverteilung zu regeln. Bei großen Limited Şirkets kann auch die Einrichtung einer Revisionsstelle erforderlich werden (Derzeit benötigen nur große Aktiengesellschaften eine Revisionsstelle). Sie muss ggf. aus einem geeigneten Berufsträger bestehen (Wirtschaftsprüfer, Steuerberater).
Die Satzung kann mit zwei Dritteln des vertretenen Kapitals geändert werden.
Die Limited Şirket endet durch einstimmigen Gesellschafterbeschluss, Gerichtsbeschluss oder Konkurs (iflâs). Eine befristete Dauer der Insolvenz ist durch das Gesetz nicht vorgesehen, die Befristung der Dauer der Gesellschaft ist aber möglich.
Die Übertragung von Anteilen bedarf der notariellen Beurkundung und der Eintragung in das Handelsregister.

## Leitung
Die Leitung obliegt der Geschäftsführung (yönetim, müdür, müdürler kurulu), die aus einer oder mehreren natürlichen oder juristischen Personen bestehen kann. Ist eine juristische Person zum Geschäftsführer bestellt, muss diese dann einen Vertreter (temsilci) ernennen, der die Aufgaben der Geschäftsführung wahrnimmt. Die Geschäftsführung kann sich eine eigene Geschäftsordnung geben. Geschäftsführungsaufgaben können in Grenzen auch an einen oder mehrere Prokuristen (ticari temsilci) übertragen werden.

## Beendigung
Wird die Limited Şirket beendet, schließt das Liquidationsverfahren an. Der Ausschluss oder auch nur eigene Ausstieg eines Gesellschafters ist auf Antrag durch Gerichtsbeschluss möglich. Schließlich kann die Gesellschaft auch nach Durchführung eines Konkursverfahrens, das auch durch Gläubiger in die Wege geleitet werden kann, durch Liquidation beendet werden. Im Gesellschaftervertrag können auch bestimmte Verfahren der Auseinandersetzung vereinbart werden.
Die ordentliche Liquidation einer türkischen Kapitalgesellschaft dauert mindestens sechs Monate (Anmeldefrist für Forderungen). Sie endet, wenn der Schlussbericht keinerlei Außenstände und die Beendigung aller möglicherweise laufenden Gerichtsverfahren aufweist, aufgrund eines beim Handelsregister zu stellenden Löschungsantrags. Durchgeführt wird die Liquidation durch einen oder mehrere Liquidatoren, die durch die Gesellschafterversammlung bestellt werden.

## Haftung
Für Verbindlichkeiten haftet die Limited Şirket mit ihrem Geschäftsvermögen; die Haftung der Gesellschafter ist auf ihren nominalen Anteil beschränkt.
Eine Besonderheit des türkischen Rechts besteht in der Haftung von Vorstand/Geschäftsführer für öffentliche Forderungen wie Steuern und Sozialabgaben. Die Haftung ist nicht beschränkt. Die Haftung für öffentliche Forderungen trifft bei der Limited Şirket auch die Gesellschafter, anteilig gemäß ihrem Geschäftsanteil.
Die Haftung wird in der Regel in der Insolvenz relevant. Allerdings kann das Finanzamt bei beharrlicher Nichtzahlung von Steuern schon während der noch laufenden Gesellschaft mbH Pfändungen ausbringen. Hierfür kann dann wiederum durch die betroffenen Gesellschafter der Geschäftsführer haftbar gemacht werden. Die Haftungsregelungen gegen Gesellschafter gelten nicht für die Aktiengesellschaft.
Vorstand und Geschäftsführer haften für ihre Verfehlungen gegenüber der Gesellschaft. Darüber hinaus haften sie unter Umständen Dritten gegenüber wegen unerlaubter Handlungen. Ist die unerlaubte Handlung auch der Gesellschaft zuzurechnen, haften Vorstand/Geschäftsführer gesamtschuldnerisch mit der Gesellschaft.

## Umwandlung, Fusion und Spaltung
(siehe Anonim Şirket)